# 叙普河畔布尔特
敘普河畔布尔特（法語：Boult-sur-Suippe，法語發音：[bul(t) syʁ sɥip]）是法国马恩省的一个市镇，位于该省北部，属于兰斯区。

## 地理
叙普河畔布尔特（49°22'15"N, 4°8'44"E）面积19.75 平方千米，位于法国大東部大區马恩省，该省份为法国东北部内陆省份，北起阿登省，西北接埃纳省，西南接塞纳-马恩省，南至奥布省，东南接上马恩省，东临默兹省。
与叙普河畔布尔特接壤的市镇（或旧市镇、城区）包括：莱卡耶、乌迪尔库尔、鲁瓦济、巴藏库尔、波马克勒、叙普河畔圣艾蒂安、勃艮第-弗雷讷。
叙普河畔布尔特的时区为UTC+01:00、UTC+02:00（夏令时）。

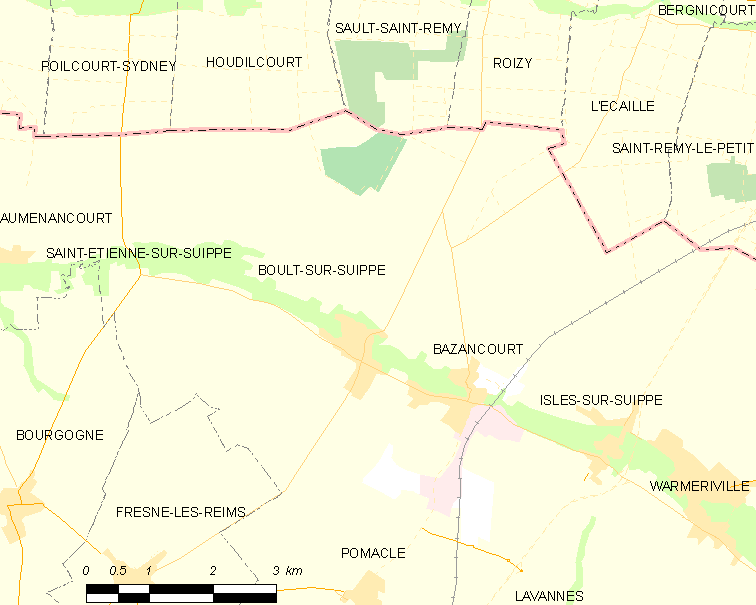
叙普河畔布尔特的OSM定位图

## 行政
叙普河畔布尔特的邮政编码为51110，INSEE市镇编码为51074。

## 政治
叙普河畔布尔特所属的省级选区为勃艮第-弗雷讷县。

## 人口

1962-2008年间叙普河畔布尔特人口变化图示

叙普河畔布尔特于2022年1月1日时的人口数量为1793人。